# چن چی (بازیکن تنیس روی میز)
چن چی (انگلیسی: Chen Qi؛ زادهٔ ۱۵ آوریل ۱۹۸۴) یک بازیکن تنیس روی میز اهل جمهوری خلق چین است. 
وی در مسابقات کشوری و بین‌المللی در مجموع برنده ۵ مدال طلا، ۱ مدال نقره، ۱ مدال برنز شده‌است.